# Ensayo de molinete
El ensayo de molinete (o ensayo de veleta de campo) es uno de los ensayos "in situ" llevados a cabo para realizar un reconocimiento geotécnico.
Se utiliza para la medida de la resistencia al corte sin drenaje de arcillas en profundidad. Se trata de un ensayo de aplicación relativamente poco frecuente en España.
Consiste en introducir a partir del fondo de un sondeo, una varilla que lleva en su extremo un molinete con cuatro aspas. Al llegar a la profundidad deseada, se hace girar el molinete hasta producir la rotura del suelo.
Las condiciones de carga no permiten la determinación de la deformabilidad del suelo. Únicamente se puede obtener la resistencia al corte sin drenaje suponiendo que la rotura se produce según una superficie cilíndrica que envuelve las aspas.
- Datos: Q5834081